# Maarit Hurmerinta

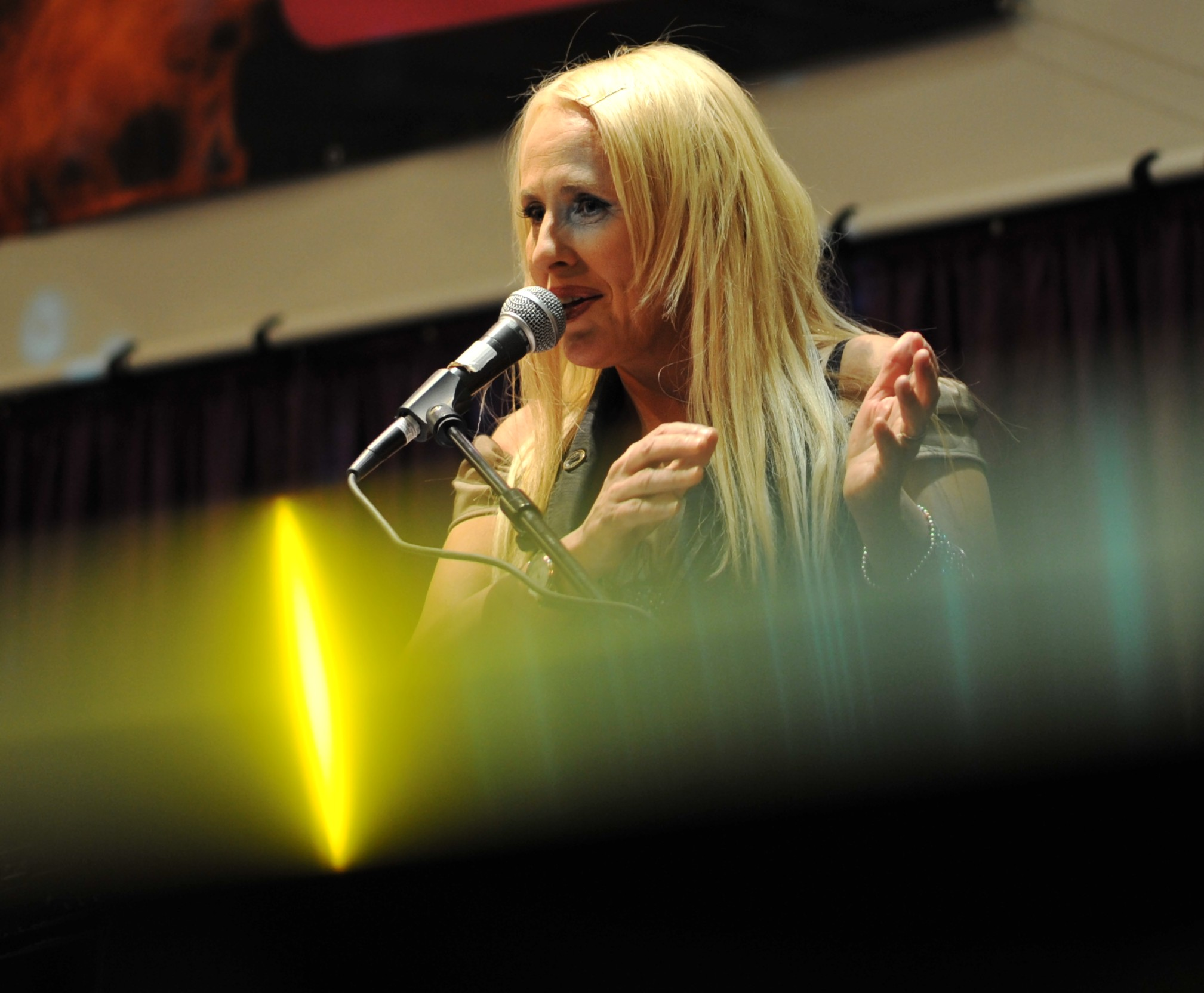
Maarit im Oktober 2009

Maarit Helena Hurmerinta (geb. Äijö, * 10. November 1953 in Helsinki) ist eine finnische Sängerin und Musikerin. Sie tritt unter dem Namen Maarit auf.
Sie ist mit dem Musiker Sami Hurmerinta verheiratet, mit dem sie zwei Kinder hat, Sohn Samuli (geb. am 8. Juli 1975) und Tochter Janna, die ebenfalls Sängerin ist. Ihr Großvater ist der italienische Musiker Michele Orlando.

## Karriere
Maarits Karriere startete im Jahre 1972, als sie mit ihrer Kellerband eine Demoaufnahme machte, die dann dem Plattenverlag Love Records angeboten wurde. Dort erschien noch im selben Jahr die erste Single Aamun tulo / Nyt olen tullut maailmaan. Auf der A-Seite befand sich ihre eigene Komposition, auf der B-Seite die finnische Version des Klassikers ”Home again” von Carole King.
1973 nahm sie an den finnischen Vorausscheidungen zum ESC teil, mit den Liedern ”Ampukaa pianisti” und ”Life is a jigsaw”. Im gleichen Jahr erschien ihr erstes Album Maarit, das u. a. finnische Klassiker wie ”Laakson lilja”, ”Lainaa vain”, ”Laulu kuolleesta rakastetusta” und ”Sua ehkä liikaa pomputin” enthielt. Daran mitgearbeitet haben Stars der finnischen Musikszene, wie der Produzent Otto Donner, Musiker Jim Pembroke, Albert Järvinen, Dave Lindholm und Hector als Textautor.
Im Jahre 1974 hatte Maarit die Band Afrikan Tähti als Begleitung, mit dem Gitarristen Sami Hurmerinta. Sie wurden schnell ein Paar und haben noch im selben Jahr geheiratet. Seitdem arbeiten sie auch eng zusammen, treten zusammen auf, Sami schreibt auch einen großen Teil der Lieder. Nach dem nächsten Album Viis' pientä (1975) verschwand Maarit für zwei Jahre von aus der Öffentlichkeit nach der Geburt des Sohnes. 1977 kam sie zurück und trat u. a. auf dem Sopot Festival in Polen und OIRT-Gesangswettbewerb in Bulgarien.
1978 wechselte sie die Plattenfirma, das album Siivet saan erschien bei Finnlevy. Das Lied ”Jäätelökesä”, das auf diesem Album erschien, wurde zu einem ihrer größten Hits. Siivet saan erreichte Goldstatus, ebenso wie das nächste Album Nykyajan lapsi (1980), welches komplett von Maarits Ehemann Sami Hurmerinta komponiert, getextet und produziert wurde. In der Zeit trat sie häufiger als Background auf, und weniger solo. Das letzte Album bei Finnlevy war Elämän maku (1981). 1986 wechselte sie zu CBS.
In den 1990er Jahren nahm sie u. a. bei Pyramid Records und Fazer Records auf. 1994 erhielt sie zusammen mit ihrem Mann den Kulturpreis der Stadt Vantaa. 1998 trat sie im Kulturzentrum Stoa in Helsinki auf, das Konzert wurde live im Fernsehen übertragen und erschien auch als Live-Album (Stoalive, 1998).
2002 erschien das Album Metsäntyttö und die Kompilation Laakson liljasta metsän tyttöön. 2002 erschien bei Warner das englischsprachige Jazz-Album Good Days, Bad Days. Ebenfalls bei Warner erschien noch die Kompilation 30 suosikkia – Maarit (2006), das nächste Studioalbum Nälkää ja rakkautta (2006) wurde von EMI verlegt.
Im Juli 2008 war sie eine von fünf Nominierten zum Iskelmä-Finlandia-Preis. Der Preis ging dann an Olli Lindholm, Frontmann der Gruppe Yö.
2010 wurde Maarit von der finnischen Post mit einer Briefmarke geehrt. Helsingin Sanomat zählten sie 2011 zu den 100 wichtigsten Frauen Finnlands. Im Herbst 2013 trat sie im TV-Programm Vain elämää des Senders Nelonen auf.
Im Oktober 2013 veröffentlichte sie das Studioalbum Miten elämästä kertoisin.

## Diskografie

### Alben
| Jahr | Titel Musiklabel              | Höchstplatzierung, Gesamtwochen, AuszeichnungChartsChartplatzierungen (Jahr, Titel, Musiklabel, Platzierungen, Wochen, Auszeichnungen, Anmerkungen) | Anmerkungen                            |
| Jahr | Titel Musiklabel              | FI | Anmerkungen                            |
| ---- | ----------------------------- | --- | -------------------------------------- |
| 1995 | Sydäntäsi lainaisin DIGS      | FI39 (1 Wo.)FI |                                        |
| 1998 | Sitä mitä rakastan DIGS       | FI28 (4 Wo.)FI |                                        |
| 1999 | Stoalive DIGS                 | FI10 (11 Wo.)FI |                                        |
| 2001 | Metsän tyttö Warner           | FI13 (8 Wo.)FI |                                        |
| 2006 | Nälkää ja rakkautta EMI       | FI9 (6 Wo.)FI |                                        |
| 2008 | Kun yö saapuu EMI             | FI19 (3 Wo.)FI |                                        |
| 2013 | Miten elämästä kertoisin Sony | FI7 (8 Wo.)FI | Erstveröffentlichung: 25. Oktober 2013 |
| 2013 | Maarit                        | FI31 (1 Wo.)FI | Erstveröffentlichung: 2. November 2013 |

Weitere Alben
- Maarit (Love Records, 1973)
- Viis’ pientä (Love Records, 1975)
- Siivet saan (Finnlevy, 1978, FI: Gold)[8]
- Nykyajan lapsi (Finnlevy, 1980, FI: Gold)
- Elämän maku (Finnlevy, 1981)
- Nukun radio päällä (CBS, 1983)
- Tuuli ja taivas (CBS, 1986)
- Tuskan tanssi (CBS, 1988)
- Jotain on mulla mielessäni (Pyramid, 1990)
- Jos tahdot tietää (Finnlevy, 1993)
- Good Days, Bad Days (Warner, 2004)
- Sumuinen puutarha (2019)

### Kompilationen
| Jahr | Titel Musiklabel                                     | Höchstplatzierung, Gesamtwochen, AuszeichnungChartsChartplatzierungen (Jahr, Titel, Musiklabel, Platzierungen, Wochen, Auszeichnungen, Anmerkungen) | Anmerkungen |
| Jahr | Titel Musiklabel                                     | FI | Anmerkungen |
| ---- | ---------------------------------------------------- | --- | ----------- |
| 2002 | Laakson liljasta metsän tyttöön – Kaikki parhaat CBS | FI13 (7 Wo.)FI |             |

Weitere Kompilationen
- 20 suosikkia – Laakson lilja (Love Records, 1995)
- 30 suosikkia – Maarit (Warner, 2006)

### Singles
- Aamun tulo / Nyt olen tullut mä maailmaan (LRS 1089, 1972)
- Niin se käy / Ampukaa pianisti (LRS 2014, 1973)
- Life is a Jigsaw / Song for a Dove (mit Irina Milan) (LRS 2016, 1973)
- Laakson lilja / Anna tukan valuu vaan (LRS 2034, 1973)
- Herää eiliseen / Herää eiliseen (mit Pepe Willberg) (1975)
- Hän lähtee pois / Puhelu seis (LRS 2077, 1975)
- Hyvää matkaa (Janus) / Huono juttu (LRS 2144, 1976)
- Jäätelökesä / Yhteen kuulutaan (DIGS 101, 1978)
- Siivet saan / Ei vaadi paljon, vain kaiken (DIGS 103, 1978)
- Pieni niin oon / Helmet kyynelten (DIGS 104, 1979)
- Call Me Up / When Love Returns (DIGS 105, 1979)
- All Night / Into My Life (DIGS 107, 1979)
- Hymypoika / Maailmaan (DIGS 113, 1980)
- Apilankukka / Kesäyö (DIGS 124, 1981)
- Hämärät kaupungit / Elämän merellä (DIGS 129, 1981)
- Kuuma kissa / Jokaisen hetken tuhlaan (TÄS-5, 1983)
- Nukun radio päällä (1983)
- Sydämeni tyhjää lyö / Tuuli ja taivas (CBSA 7119, 1986)
- Yön oudot linnut / Aloin unohtaa (CBSA 7120, 1986)
- Kastuneet kengät / Vain öisin (CBS 651491 7, 1988)
- Tuskan tanssi / Ilta lähiössä (CBS 652903 7, 1988)
- Ruusun varjossa / Omia aikojaan (RAMS 550, 1990)
- Juokse kadoksiin / Jotain on mulla mielessäni (RAMS 544, 1990)
- Minne vei tiet maailman / Hei kuu / Sirokko (RAMIX 559, 1991)
- Jos tahdot tietää / Tulitikku / Sillan teen (FINNLEVY 100582, 1993)
- Rakkaus on ON / Avaruuden autius (FINNLEVY 100777, 1993)
- Sydäntäsi lainaisin / Runoilija (0630-12037-2, 1995)
- Ei tule hyvin kylmää (398421813-2, 1998)
- Neito ja ylioppilas (Promosingle, 398423091-2, 1998)
- Uinuu saan (8573-89782-2, 2001)
- Taivaanmaalaaja (0927-42112-2, 2001)
- Jäätelökesä / Hymypoika / Jos tahdot tietää / Neito ja ylioppilas / Mitä mietit illoin? (PRO3409, 2002)
- Jäänmurtaja (Promosingle, 14. Juni 2006)
- Tähtikirkas yö (Promosingle, 2006)
- Kello käy / Soulveljeni (Promosingle, 20. Oktober 2006)
- Mikset sä tuu! (Promosingle, 19. August 2008)
- Räntäsade (Promosingle, 2013)
- Joidenkin kaa (Promosingle, 2013)